# Europese kampioenschappen baanwielrennen 2017

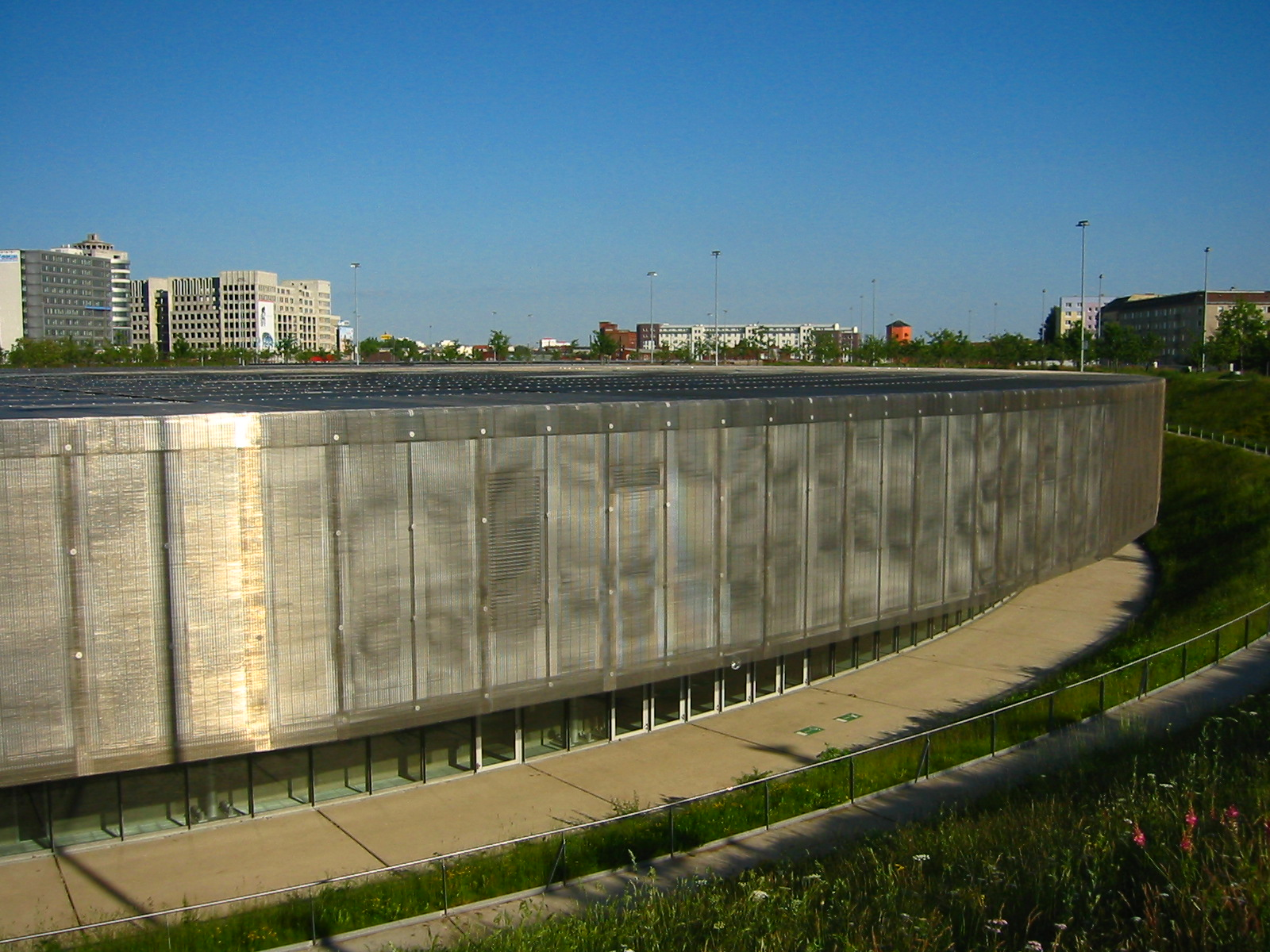
Velodrom Berlin in Berlijn.

De Europese kampioenschappen baanwielrennen 2017 waren de achtste editie van de Europese kampioenschappen baanwielrennen die georganiseerd werden door de UEC. Ze werden van 19 tot en met 22 oktober 2017 gehouden op de wielerbaan Velodrom te Berlijn, Duitsland. Er werden 23 onderdelen verreden; op het stayeren voor mannen na, werden alle onderdelen verreden bij zowel vrouwen als mannen.

## Kalender
| Datum                | Onderdeel mannen                                  | Onderdeel vrouwen                            |
| -------------------- | ------------------------------------------------- | -------------------------------------------- |
| Donderdag 19 oktober | Ploegenachtervolging, teamsprint, scratch         | Ploegenachtervolging, teamsprint, afvalkoers |
| Vrijdag 20 oktober   | Omnium, afvalkoers, sprint                        | 500m tijdrit, puntenkoers, achtervolging     |
| Zaterdag 21 oktober  | Puntenkoers, achtervolging, 1km tijdrit, stayeren | Scratch, keirin, omnium                      |
| Zondag 22 oktober    | Keirin, koppelkoers                               | Koppelkoers, sprint                          |

## Medaillewinnaars

### Mannen
| Onderdeel              | Goud                                                                        | Zilver                                                             | Brons                                                                        |
| ---------------------- | --------------------------------------------------------------------------- | ------------------------------------------------------------------ | ---------------------------------------------------------------------------- |
| Sprint                 | Sebastien Vigier                                                            | Jeffrey Hoogland                                                   | Denis Dmitrjev                                                               |
| Teamsprint             | Frankrijk Benjamin Edelin Quentin Lafargue Sebastien Vigier                 | Duitsland Robert Förstemann Joachim Eilers Maximilian Levy         | Nederland Jeffrey Hoogland Matthijs Büchli Harrie Lavreysen Roy van den Berg |
| Achtervolging*         | Filippo Ganna                                                               | Ivo Oliveira                                                       | Domenic Weinstein                                                            |
| Ploegenachtervolging   | Frankrijk Louis Pijourlet Benjamin Thomas Florian Maitre Corentin Ermenault | Italië Liam Bertazzo Simone Consonni Francesco Lamon Filippo Ganna | Rusland Aleksandr Jevtoesjenko Aleksej Koerbatov Dmitri Sokolov Mamyr Stasj  |
| Keirin                 | Maximilian Levy                                                             | Shane Perkins                                                      | Andrii Vynokurov                                                             |
| Omnium                 | Albert Torres                                                               | Julius Johansen                                                    | Benjamin Thomas                                                              |
| Tijdrit (1 kilometer)* | Jeffrey Hoogland                                                            | Joachim Eilers                                                     | Quentin Lafargue                                                             |
| Puntenkoers**          | Alan Banaszek                                                               | Niklas Larsen                                                      | Maximilian Beyer                                                             |
| Scratch**              | Adrien Garel                                                                | Krisztian Lovassy                                                  | Roman Gladysh                                                                |
| Afvalkoers**           | Gerben Thijssen                                                             | Maksim Piskoenov                                                   | Rui Oliveira                                                                 |
| Koppelkoers            | Frankrijk Florian Maitre Benjamin Thomas                                    | Denemarken Niklas Larsen Casper Pedersen                           | Polen Wojciech Pszczolarski Daniel Staniszewski                              |
| Stayeren*              | Franz Schiewer (met Gerhard Gessler)                                        | Reinier Honig (met Jos Pronk)                                      | Stefan Schäfer (met Peter Bauerlein)                                         |

### Vrouwen
| Onderdeel            | Goud                                                                      | Zilver                                                                  | Brons                                                                   |
| -------------------- | ------------------------------------------------------------------------- | ----------------------------------------------------------------------- | ----------------------------------------------------------------------- |
| Sprint               | Kristina Vogel                                                            | Mathilde Gros                                                           | Darja Sjmeleva                                                          |
| Teamsprint           | Rusland Anastasia Vojnova Darja Sjmeleva                                  | Duitsland Miriam Welte Kristina Vogel                                   | Nederland Kyra Lamberink Shanne Braspennincx                            |
| Achtervolging*       | Katie Archibald                                                           | Justyna Kaczkowska                                                      | Silvia Valsecchi                                                        |
| Ploegenachtervolging | Italië Elisa Balsamo Silvia Valsecchi Letizia Paternoster Tatiana Guderzo | Verenigd Koninkrijk Katie Archibald Emily Kay Manon Lloyd Elinor Barker | Polen Justyna Kaczkowska Nikol Plosaj Daria Pikulik Katarzyna Pawłowska |
| Keirin               | Kristina Vogel                                                            | Simona Krupeckaite                                                      | Liubov Basova                                                           |
| Omnium               | Katie Archibald                                                           | Kirsten Wild                                                            | Elisa Balsamo                                                           |
| Tijdrit (500 meter)* | Miriam Welte                                                              | Pauline Grabosch                                                        | Darja Sjmeleva                                                          |
| Puntenkoers**        | Trine Schmidt                                                             | Goelnaz Badikova                                                        | Tatsiana Sharakova                                                      |
| Scratch**            | Trine Schmidt                                                             | Tetjana Klimtsjenko                                                     | Evgenia Augustinas                                                      |
| Afvalkoers**         | Kirsten Wild                                                              | Evgenia Augustinas                                                      | Maria Giulia Confalonieri                                               |
| Koppelkoers          | Verenigd Koninkrijk Elinor Barker Eleanor Dickinson                       | Ierland Lydia Boylan Lydia Gurley                                       | Nederland Amy Pieters Kirsten Wild                                      |

Renners in italic reden alleen de voorronde.
* = Geen Olympisch onderdeel.
** = Alleen Olympisch binnen het Omnium.

## Medaillespiegel
| Plaats | Land                | Goud | Zilver | Brons | Totaal |
| 1      | Duitsland           | 5    | 4      | 3     | 12     |
| 2      | Frankrijk           | 5    | 1      | 2     | 8      |
| 3      | Verenigd Koninkrijk | 3    | 1      | 0     | 4      |
| 4      | Nederland           | 2    | 3      | 3     | 8      |
| 5      | Denemarken          | 2    | 3      | 0     | 5      |
| 6      | Italië              | 2    | 1      | 3     | 6      |
| 7      | Rusland             | 1    | 4      | 5     | 10     |
| 8      | Polen               | 1    | 1      | 2     | 4      |
| 9      | België              | 1    | 0      | 0     | 1      |
| 9      | Spanje              | 1    | 0      | 0     | 1      |
| 11     | Oekraïne            | 0    | 1      | 3     | 4      |
| 12     | Portugal            | 0    | 1      | 1     | 2      |
| 13     | Hongarije           | 0    | 1      | 0     | 1      |
| 13     | Ierland             | 0    | 1      | 0     | 1      |
| 13     | Litouwen            | 0    | 1      | 0     | 1      |
| 16     | Wit-Rusland         | 0    | 0      | 1     | 1      |
| Totaal | Totaal              | 23   | 23     | 23    | 69     |